# Saparbek Safarov
Saparbek Dibirovich Safarov (Makhachkala, 14 de outubro de 1986) é um lutador russo de artes marciais mistas, atualmente competindo no peso médio do Ultimate Fighting Championship.

## Carreira no MMA

### UFC
Safarov fez sua estreia contra Gian Villante. Safarov perdeu a luta por nocaute.
Safarov enfrentou Tyson Pedro em 11 de fevereiro de 2018 no UFC 221: Romero vs. Rockhold. Ele perdeu por finalização no primeiro round.
Safarov enfrentou Nicolae Negumereanu em 16 de março de 2019. Safarov venceu por decisão unânime.

## Cartel no MMA
| Cartel no MMA   |            |            |
| 12 lutas        | 9 vitórias | 3 derrotas |
| Por nocaute     | 6          | 1          |
| Por finalização | 2          | 2          |
| Por decisão     | 1          | 0          |

| Res.    | Cartel | Oponente               | Método                                  | Evento                                  | Data       | Round | Tempo | Local             | Notas                     |
| ------- | ------ | ---------------------- | --------------------------------------- | --------------------------------------- | ---------- | ----- | ----- | ----------------- | ------------------------- |
| Derrota | 9–3    | Rodolfo Vieira         | Finalização (triângulo de mão)          | UFC 248: Adesanya vs. Romero            | 07/03/2020 | 1     | 2:58  | Las Vegas, Nevada | Estreia nos Médios.       |
| Vitória | 9–2    | Nicolae Negumereanu    | Decisão (unânime)                       | UFC Fight Night: Till vs. Masvidal      | 16/03/2019 | 3     | 5:00  | Londres           |                           |
| Derrota | 8–2    | Tyson Pedro            | Finalização (kimura)                    | UFC 221: Romero vs. Rockhold            | 11/02/2018 | 1     | 3:54  | Perth             |                           |
| Derrota | 8–1    | Gian Villante          | Nocaute técnico (socos)                 | UFC Fight Night: Lewis vs. Abdurakhimov | 09/12/2016 | 2     | 2:54  | Albany, New York  | Luta da Noite.            |
| Vitória | 8–0    | Rodney Wallace         | Nocaute técnico (interrupção do córner) | WFCA 17                                 | 09/04/2016 | 2     | 5:00  | Grozny            |                           |
| Vitória | 7–0    | Giga Kukhalashvili     | Finalização (triângulo)                 | ProFC 54                                | 07/09/2014 | 1     | 2:13  | Rostov-on-Don     |                           |
| Vitória | 6–0    | Valdas Pocevicius      | Nocaute (socos)                         | Battle of Stars 1                       | 22/12/2012 | 1     | 0:00  | Makhachkala       | Estreia nos Meio-Pesados. |
| Vitória | 5–0    | Igor Sliusarchuk       | Nocaute técnico (socos)                 | World Ultimate Full Contact             | 24/12/2011 | 1     | 2:54  | Makhachkala       |                           |
| Vitória | 4–0    | Igor Litoshik          | Nocaute técnico (socos)                 | M-1 Global                              | 04/06/2011 | 1     | 3:00  | Kiev              |                           |
| Vitória | 3–0    | Adrian Mallebranche    | Nocaute técnico (socos)                 | M-1 Selection 2011                      | 01/04/2011 | 1     | 0:04  | Makhachkala       |                           |
| Vitória | 2–0    | Vasily Klepikov        | Finalização (mata-leão)                 | M-1 Selection 2010                      | 12/02/2011 | 1     | 1:18  | Kiev              |                           |
| Vitória | 1–0    | Visampasha Mirzakhanov | Nocaute técnico (socos)                 | Legion Fight 5                          | 20/11/2010 | 1     | 0:49  | Krasnodar         |                           |